# Pukyongosaurus millenniumi
Pukyongosaurus millenniumi — вид титанозавроморфних динозаврів, що існував у ранній крейді (136—125 млн років тому) у Східній Азії. Скам'янілі рештки виявлені у відкладеннях аргілітів формації Гасандонг у повіті Хадон провінції Кьонсан у Південній Кореї. Вид описаний по часткових рештках скелета (7 шийних хребців, 1 спинний хребець, частина ключиці). Вважається, що вид тісно пов'язаний з родом Euhelopus.

## Етимологія
Родова назва Pukyongosaurus походить від Національного університету Пукіонг, в якому навчалися двоє авторів відкриття виду. Видова назва лат. millenniumi, дос. «тисячоліття» вказує на початок нового тисячоліття, коли був відкритий вид.